# Colmesnil-Manneville
Colmesnil-Manneville és un municipi francès situat al departament del Sena Marítim i a la regió de Normandia. L'any 2007 tenia 128 habitants.

## Demografia

### Població
El 2007 la població de fet de Colmesnil-Manneville era de 128 persones. Hi havia 43 famílies de les quals 4 eren unipersonals (4 dones vivint soles i 4 dones vivint soles), 12 parelles sense fills, 23 parelles amb fills i 4 famílies monoparentals amb fills.
La població ha evolucionat segons el següent gràfic:
Habitants censats

### Habitatges
El 2007 hi havia 45 habitatges, 43 eren l'habitatge principal de la família i 2 eren segones residències. Tots els 45 habitatges eren cases. Dels 43 habitatges principals, 39 estaven ocupats pels seus propietaris, 3 estaven llogats i ocupats pels llogaters i 1 estava cedit a títol gratuït; 5 tenien tres cambres, 8 en tenien quatre i 30 en tenien cinc o més. 37 habitatges disposaven pel capbaix d'una plaça de pàrquing. A 12 habitatges hi havia un automòbil i a 29 n'hi havia dos o més.

### Piràmide de població
La piràmide de població per edats i sexe el 2009 era:
| Homes | Edats   | Dones |
| ----- | ------- | ----- |
| 0     | 95 o +  | 0     |
| 0     | 90 a 94 | 0     |
| 0     | 85 a 89 | 0     |
| 0     | 80 a 84 | 0     |
| 4     | 75 a 79 | 0     |
| 0     | 70 a 74 | 4     |
| 0     | 65 a 69 | 0     |
| 0     | 60 a 64 | 0     |
| 4     | 55 a 59 | 0     |
| 4     | 50 a 54 | 8     |
| 8     | 45 a 49 | 4     |
| 4     | 40 a 44 | 8     |
| 12    | 35 a 39 | 4     |
| 8     | 30 a 34 | 4     |
| 0     | 25 a 29 | 12    |
| 0     | 20 a 24 | 4     |
| 4     | 15 a 19 | 0     |
| 16    | 10 a 14 | 4     |
| 20    | 5 a 9   | 12    |
| 4     | 0 a 4   | 4     |

## Economia
El 2007 la població en edat de treballar era de 86 persones, 65 eren actives i 21 eren inactives. De les 65 persones actives 61 estaven ocupades (35 homes i 26 dones) i 4 estaven aturades (4 dones i 4 dones). De les 21 persones inactives 6 estaven jubilades, 9 estaven estudiant i 6 estaven classificades com a «altres inactius».
Activitats econòmiques
Dels 2 establiments que hi havia el 2007, 1 era d'una empresa de construcció i 1 d'una empresa de transport.
L'únic servei als particulars que hi havia el 2009 era un guixaire pintor.
L'any 2000 a Colmesnil-Manneville hi havia 3 explotacions agrícoles que ocupaven un total de 471 hectàrees.

## Poblacions més properes
El següent diagrama mostra les poblacions més properes.